# Grant Hardie
Grant Hardie, född 27 mars 1992 in Dumfries, Skottland, är en curlingspelare som representerar det skotska och brittiska landslaget.

## Biografi
Grant Hardie har medverkat vid de olympiska vinterspelen 2022 där han tillsammans med det brittiska laget tog silver i curlingens lagtävling. I VM har tagit ett guld, ett silver och ett brons. i EM har han tagit fyra guldmedaljer och en silvermedalj.